# Daniel F. Malan
Daniel François Malan (ur. 22 maja 1874 w Riebeeck West, zm. 7 lutego 1959 w Stellenbosch) – południowoafrykański polityk, duchowny kalwiński, premier Związku Południowej Afryki w latach 1948–1954.

## Życiorys
Malan studiował matematykę i nauki eksperymentalne (uzyskał stopień licencjata) oraz teologię (uzyskał stopień doktora) w Victoria College oraz na uniwersytecie w Utrechcie. Później został ministrem w zborze kalwińskim w Transwalu. Był uczestnikiem kampanii na rzecz zrównania rangą afrikaans i języka angielskiego oraz holenderskiego. Następnie został redaktorem naczelnym afrykanerskiego pisma Die Burger. Wtedy to zaczęły się jego ożywione związki z nowo utworzoną Partią Narodową. W 1918 został wybrany do parlamentu z ramienia tego właśnie ugrupowania. Po wygranych przez nie wyborach w 1924 został ministrem spraw wewnętrznych, edukacji i zdrowia. W latach 30. Malan zbliżył się do konserwatywnego i nacjonalistycznego skrzydła partii. Nie poparł on przystąpienia Związku Południowej Afryki do II wojny światowej, co przysporzyło mu popularności.
W 1948 Partia Narodowa wygrała wybory, a Malan został premierem. Za jego kadencji wprowadzono wiele aktów prawnych tworzących i sankcjonujących politykę apartheidu. Zakazano małżeństw pomiędzy osobami dwóch różnych ras, wprowadzono utrudnienia w przemieszczaniu się osób czarnoskórych po kraju oraz podział ludności na cztery podstawowe grupy według klucza rasowego: białych, czarnych, kolorowych i Azjatów. W 1954 złożył urząd, który objął po nim Johannes Gerhardus Strijdom.